# Bymarka

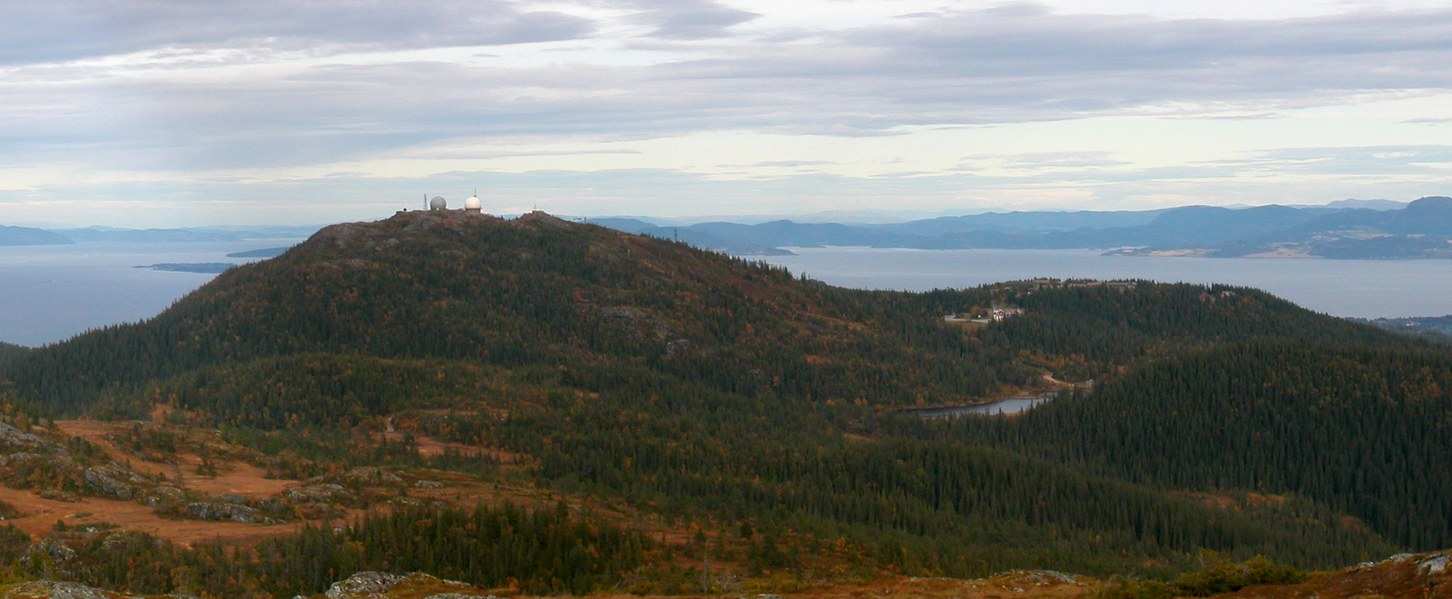
Der Berg Gråkallen und Teile von Bymarka vom Berg Storheia aus gesehen.

Die Bymarka ist ein Waldgebiet westlich von Trondheim in Norwegen, das etwa 82 km2 umfasst. Im Norden grenzt die Bymarka an den Trondheimfjord.
Die höchsten Erhebungen in der Bymarka sind Storheia (565 m) und Gråkallen (552 m).
Am südöstlichen Rand der Bymarka befindet sich das Skistadion Granåsen.